# Davide Agazzi
Pour les articles homonymes, voir Agazzi.
Davide Agazzi, né le 2 juin 1993 à Trescore Balneario, en Lombardie, est un footballeur italien évoluant au poste de milieu de terrain au Ternana Calcio.

## Biographie
Après des années passées au centre de formation de l'Atalanta Bergame, Davide Agazzi fait ses premiers pas en professionnel en 2012 sous le maillot du Savone Foot Ball Club, en prêt de l'Atalanta. Après avoir passé deux saisons au sein du club ligurien, il s'engage, le 10 juillet 2014, au S.S. Virtus Lanciano, toujours en tant que prêt.
Le 31 août 2015, il est prêté au Calcio Catane. Il inscrit son premier but en carrière sous le maillot du club sicilien le 12 décembre 2015, lors d'un match nul (3-3) opposant Catane à Melfi.
Le 13 juillet 2016, il rejoint le Calcio Foggia en prêt.
Deux ans plus tard, le 13 juillet 2018, après deux saisons passées sous le maillot de Foggia, il s'engage avec l'AS Livourne Calcio, toujours en tant que prêt. Le 8 juillet 2019, il est officiellement racheté par Livourne, mettant ainsi fin à sept ans de contrat avec l'Atalanta sans avoir disputé le moindre match avec l'équipe.
Le 16 janvier 2021, il est acheté par le L.R. Vicence Virtus.